# منطقه حساس زیست‌محیطی
منطقه حساس زیست‌محیطی (به انگلیسی: Environmentally sensitive area (ESA)) نوعی نام‌گذاری برای یک منطقه کشاورزی است که به دلیل چشم‌انداز، حیات وحش یا ارزش تاریخی، نیاز به حفاظت ویژه دارد. این طرح در سال ۱۹۸۷ معرفی شد. در ابتدا توسط وزارت کشاورزی، شیلات و غذا اداره می‌شد. سپس ادارهٔ آن به خدمات توسعه روستایی در دولت بریتانیا برای محیط زیست، غذا و امور روستایی، و در حال حاضر به انگلستان طبیعی (پس از سازماندهی مجدد پی‌درپی این ادارات) سپرده شد. در سال ۲۰۰۵ این طرح توسط سازمان حفاظت محیط زیست جایگزین شد و به روی تازه‌واردان بسته شد. قراردادهای موجود تا زمان انقضا فعال باقی می‌مانند، به این معنی که این طرح تا سال ۲۰۱۴ فعال باقی ماند.